# Leiv Ove Nordmark
Leiv Ove Nordmark, né le 3 mai 1977, est un coureur cycliste norvégien, spécialiste du BMX et du VTT. 
Il a notamment remporté trois médailles de bronze aux championnats d'Europe de BMX entre 2000 et 2004, ainsi qu'une médaille de bronze aux championnats d'Europe de four cross en 2004. Dans cette dernière discipline, il compte également à son palmarès une victoire en Coupe du monde de VTT en 2005.

## Palmarès en BMX

### Championnats du monde
- Melbourne 1998
  - 6e du BMX

### Championnats d'Europe
- 2000
  -  Médaillé de bronze du BMX
- 2003
  -  Médaillé de bronze du BMX
- 2004
  -  Médaillé de bronze du BMX

## Palmarès en VTT

### Coupe du monde
- Coupe du monde de four-cross
  - 2005 : 10e du classement général, vainqueur de la manche de Fort William

### Championnats d'Europe
- Wałbrzych 2004
  -  Médaillé de bronze du four-cross
- Stollberg/Erzgeb 2006
  - 6e du four-cross